# Ambalresmi
Ambalresmi is een bestuurslaag in het regentschap Kebumen van de provincie Midden-Java, Indonesië. Ambalresmi telt 3691 inwoners (volkstelling 2010).